# Moviment dels flagel·lants

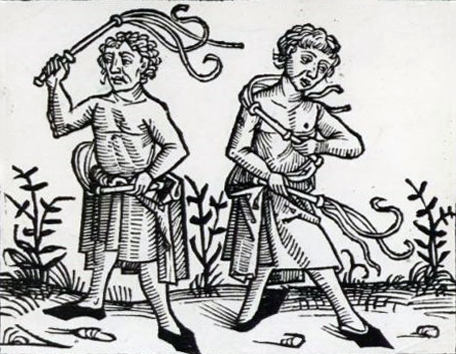
flagel·lants en un gravat del segle XV.

El moviment dels flagel·lants va sorgir en l'edat mitjana per la Pesta Negra. Va néixer a Perúgia en la dècada de 1250, ràpidament es va propagar per Itàlia, i fou prohibit pel Papa en 1261 i apareixent en el Regne d'Hongria al 1262. Els flagel·lants pensaven que, recreant la Passió de Jesús (penitència), aconseguirien salvar-se de la pesta negra, a la qual consideraven un càstig diví. El moviment va ser criticat pel Papa Climent VI, qui pensava que era una manera de qüestionar el seu poder. El Summe Pontífex es va enfadar més quan els flagel·lants van començar a atacar els jueus que trobaven al seu camí, acusant-los de cometre crims que "feien enutjar a Déu". D'aquesta manera, el 1346 es va iniciar la persecució dels flagel·lants, als quals també se'ls culpava per ser els "responsables" de la Pesta Negra que es va agreujar en 1348. Per concloure formalment amb la condemna, el Papa condemna el 1349 en la seva butlla "Inter sollicitudines" a tots els flagel·lants declarant heretges. Però no aconsegueix erradicar del tot. El moviment es va acabar quan van ser cometent crims pels pobles per on passaven. Com això no estava permès per ser pecat, la policia va detenir i condemnar els flagel·lants.

## Documental
- "La Plaga", documental de The History Channel presentat el 15 de gener del 2007